# Urodus mirella
Urodus mirella is een vlinder uit de familie van de Urodidae. De wetenschappelijke naam van de soort is voor het eerst geldig gepubliceerd in 1890 door Möschler.